# 小行星7299
小行星7299（英語：7299 Indiawadkins）是一颗围绕太阳公转的小行星。1992年11月21日，埃莉諾·赫琳在帕洛马山发现了此天体。
这颗小行星的绝对星等为186.61307等。